# Ron Northcott
Ronald Charles Northcott (ur. 31 grudnia 1935 w Innisfail, Alberta, zm. 15 maja 2023 w Calgary) – kanadyjski curler, trzykrotny mistrz kraju i świata, odznaczony Orderem Kanady III klasy.
Northcott w curling zaczął grać jako piętnastolatek, wygrał Alberta Schoolboy Championship 1953. W 1963 jako trzeci w zespole Jimmy'ego Shieldsa zdobył mistrzostwo Alberty. Jego drużyna z bilansem 8-2 uplasowała się na 2. miejscu rywalizacji krajowej.
Rok później to Ron był kapitanem w drużynie i zdołał ponownie zakwalifikować się do the Brier. Nie zdołał jednak poprawić swojego rezultatu, wygrał i przegrał po pięć meczów, w rezultacie Alberta została sklasyfikowana na 7. miejscu. W 1965 Northcott nie zdołał wygrać rywalizacji prowincjonalnej, jednak triumfował rok później i nie oddawał tytułu mistrza Alberty do 1969.
W MacDonald Brier 1966 do wyłonienia mistrza nie wystarczyła runda grupowa, Alberta i Ontario miały po 8 zwycięstw i 2 przegrane. W meczu barażowym przeciwko Joemu Gorowce lepszy okazał się Northcott. Podczas Mistrzostw Świata w Vancouver gospodarze byli niepokonani, wygrali wszystkie 8 meczów łącznie z finałem przeciwko Szkocji (Chuck Hay). W 1967 drużyna z Alberty uplasowała się na 4. miejscu mistrzostw kraju.
Rok później w MacDonald Brier 1968 ekipa Northcotta przegrała tylko jeden mecz i ponownie uzyskała możliwość wystąpienia jako reprezentacja kraju na Mistrzostwach Świata 1968. W turnieju Kanadyjczycy grając jako gospodarze z 2. miejsca awansowali do półfinału, pokonali tam Buda Somerville'a ze Stanów Zjednoczonych. W finale zmierzyli się znów ze szkockim zespołem Chucka Haya, który bronił tytułu mistrzowskiego. Mecz zakończył się wynikiem 8:6 na korzyść Kanady, w fazie grupowej zaś to Szkoci byli lepsi.
Trzeci raz w mistrzostwach Kanady Northcott triumfował w 1969, wygrał przy tym wszystkie swoje mecze co było pierwszym takim wydarzeniem w historii zawodów. W MŚ po Round Robin automatycznie znalazł się w finale. Pokonał tam 9:6 Buda Somerville'a i zdobył swój trzeci tytuł mistrza świata.

## Odznaczenia
- W 1970 został włączony do Canada's Sports Hall of Fame[9]
- W 1973 wcielono go do Canadian Curling Hall of Fame[11]
- 15 grudnia 1976 został odznaczony Orderem Kanady III klasy, ceremonia odbyła się 20 kwietnia 1977[12]
- W 1977 został włącznony do Southern Alberta Curling Association Hall of Fame and Museum[13].
- W 1980 został honorowym członkiem Alberta Sport Hall of Fame & Museum[2].

## Drużyna
|           | Czwarty       | Trzeci        | Drugi          | Otwierający |
| --------- | ------------- | ------------- | -------------- | ----------- |
| 1968/1969 | Ron Northcott | Dave Gerlach  | Bernie Sparkes | Fred Storey |
| 1967/1968 | Ron Northcott | Jimmy Shields | Bernie Sparkes | Fred Storey |
| 1965/1967 | Ron Northcott | George Fink   | Bernie Sparkes | Fred Storey |
| 1963/1964 | Ron Northcott | Mike Chernoff | Ron Baker      | Fred Storey |
| 1962/1963 | Jimmy Shields | Ron Northcott | Ron Baker      | Fred Storey |

## Ciekawostki
- Nosił pseudonim "Owl" (ang. Sowa), nazywano go tak dzięki noszeniu dużych okularów w rogowej oprawie[9].
- Na przełomie lat 60. i 70. XX wieku redagował kolumnę Curling Tips w Toronto Star[9].